# Deuteromera cleava
Deuteromera cleava is een soort in de taxonomische indeling van de Myzozoa, een stam van microscopische parasitaire dieren. Het organisme komt uit het geslacht Deuteromera en behoort tot de familie Metameridae. Deuteromera cleava werd in 1938 ontdekt door Bhatia & Setna.